# Два, три, демон, приди!
«Два, три, демон, приди!» (англ. Talk to Me) — австралийский сверхъестественный фильм ужасов 2022 года, снятый режиссёрами-дебютантами Дэнни и Майклом Филиппу.

## Сюжет
На многолюдной домашней вечеринке молодой человек по имени Дакетт наносит удар своему брату Коулу, а затем совершает самоубийство, ударив себя ножом.
Тем временем 17-летняя Миа борется с депрессией, настигшей её на вторую годовщину смерти матери Реи от передозировки.
Миа, её лучшая подруга Джейд и младший брат Джейд Райли пробираются на домашнюю вечеринку, устроенную Хейли и Джоссом, где главной достопримечательностью является отрубленная, забальзамированная рука загадочного происхождения. Когда люди держат руку и говорят: «Поговори со мной», перед ними появляется дух; говоря: «Я впускаю тебя», человек позволяет тому войти в его тело и разум, а через девяносто секунд Хейли и Джосс разрушают заклинание, чтобы не дать духам навсегда остаться внутри живых людей. Миа добровольно идёт первой, и ею овладевает дух, который угрожающе сосредоточен на Райли. Джосс и Хейли разрушают чары, но прошло чуть больше 90 секунд, что в корне меняет суть происходящего.

## В ролях
- Софи Уайлд — Миа
- Александра Дженсен — Джейд
- Джо Бёрд — Райли
- Миранда Отто — Сью, мать Джейд и Райли
- Отис Дханджи — Дэниел
- Зои Теракес — Хейли
- Крис Алосио — Джосс
- Александрия Стеффенсен — Рея
- Маркус Джонсон — Макс, отец Мии
- Ари Маккарти — Коул
- Санни Джонсон — Дакетт
- Хамиш Филлипс — Тайсон

## Восприятие
На сайте-агрегаторе обзоров Rotten Tomatoes 94 % из 231 рецензии критиков являются положительными со средней оценкой 7,8/10. Консенсус веб-сайта гласит: «Благодаря захватывающей истории и впечатляющим эффектам, раскручивает по-настоящему жуткую пряжу ужасов XXI века, построенную на классических основах жанра».
Дэймон Уайз из Deadline Hollywood похвалил фильм, отметив, что «это вдумчивая попытка выяснить, что на самом деле пугает современных подростков. В случае Мии это смерть её матери с подозрением на самоубийство, а её дрейф в сторону потустороннего мира отражает как её потребность в одиночестве, так и страхи перед будущим». Дэвид Руни (The Hollywood Reporter) высоко оценил игру Софи Уайлд, а также новичка Джо Бёрда. Автор «Российской газеты» Валерий Кичин посчитал работу братьев Филиппу дилетантской (в особенности сценарий), хотя и достойной внимания для поклонников жанра.